# غويدو غوتسانو
غْوِيْدُو غُوتْسانو (19 ديسمبر 1883 - 9 أغسطس 1916)، هو شاعر وكاتب إيطالي.

## حياته
اسمه الكامل غويدو غوسْتافو غوتْسانو، وُلِدَ في 19 كانون الأوَّل/ ديسمبر 1883 في مدينة تورينو الإيطاليَّة، وتوفِّي فيها وله من العمر 32 عاماً فقط إثر إصابته بالسل. ارتبط اسمُه بالغُروبيَّة أو الغسقيَّة، وهي مذهب في الشِّعر الإيطالي شاع في أوائل القرن العشرين ويخلط بين السُّخرية والكآبة. نشرَ قصائده الأولى في مجلَّة «جُمعة الكونتِسَّة» التي كانت تصدر في تورينو. وفي سنة 1907 صدرت مجموعته الشِّعريَّة الأولى «طريق اللجوء»، وقد ضمَّت 30 قصيدةً استقبلها النُّقَّاد بترحابٍ كبير. وفي 1911 أصدرَ منجزَه الشِّعريَّ الأهم «المسامَرات»، المكوَّن من ثلاثة أجزاء، والذي لقي نجاحاً منقطع النَّظير انهالت في إثره على الشَّاعر رسائل من أهم الصُّحف والمجلَّات تلتمس منه الكتابة فيها. في 1912 قام برحلةٍ إلى الهند، حيث أقام هناك بين شباط ونيسان، ليتمخَّض عن هذه الرِّحلة كتاب «رسائل من الهند» الذي نشِر بعد سنةٍ من موتِه. في سنة 1914 نشر في مجلَّة «La Stampa» مقاطع من قصيدته الطَّويلة «الفراشات» التي لم يكمل إنجازها؛ وفي العام نفسِه نشرَ ستَّ حكاياتٍ جميلة في كتابٍ عنوانه «ثلاث تعويذات». في سنة 1916، سنةِ موتِه، عمل على سيناريو فيلمٍ عن القدِّيس فرنسيس الأسيزيِّ، ولكنَّ الفيلم لم يبصر النُّور.

## من مؤلفاته المترجمة للعربية
- كتاب: «نحو مهد العالم، رسائل من الهند».

## روابط خارجية
غويدو غوتسانو على موقع IMDb (الإنجليزية)
- غويدو غوتسانو على موقع الموسوعة البريطانية (الإنجليزية)